# Alime Abdenanowa

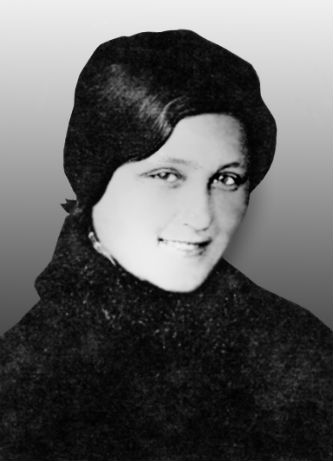
Alime Abdenanowa (1944)

Alime Seit-Osmanowna Abdenanowa (krimtatarisch Alime Seitosman qızı Abdenanova, russisch Алиме́ Сеит-Османовна Абдена́нова; geboren am 4. Januar 1924 in Kertsch, ASSR Krim; gestorben am 5. April 1944 in Simferopol, besetzte Krim) war eine sowjetische Rotarmistin und Spionin im Zweiten Weltkrieg. Sie wurde 2014 postum als erste Krimtatarin Heldin der Russischen Föderation.

## Leben
Abdenanowa wurde am 4. Januar 1924 als Alime Borasanowa geboren. Ihre Eltern waren Arbeiter und gehörten der Minderheit der Krimtataren an. Als Vollwaise kam sie 1931 mit ihren beiden Schwestern zu ihrer Großmutter in Dschermai-Kaschik und erhielt den Nachnamen Abdenanowa.
Nach Abschluss der siebenjährigen Schulzeit wurde sie 1939 Sekretärin des Dorfsowjets von Uzun-Ayak. Im folgenden Jahr übernahm Abdenanowa die Leitung der Hauptabteilung des Exekutivkomitees des Leninskyj Rajons. Nach Kriegsausbruch wurde sie im November 1941 nach Krasnodar evakuiert und arbeitete als Kontrolleurin in einer Fabrik. Nach der Kertsch-Feodossijaer Operation konnte sie Anfang 1942 nach Sem Kolodesei auf der Krim zurückkehren, musste aber im Mai erneut evakuiert werden. Sie absolvierte eine dreimonatige Sanitätsausbildung.
Im September 1943 wurde Abdenanowa in Krasnodar zum Militärdienst bei der Roten Armee eingezogen, wo sie eine Kurzausbildung bei der Nachrichtentruppe erhielt. In der Nacht vom 2. auf den 3. Oktober 1943 wurde sie mit einer Funkerin in der Nähe des Dorfes Dschermai-Kaschik mit dem Fallschirm abgesetzt. Dort organisierte sie eine Gruppe von 14 Personen – meist Krimtataren, die die deutschen Truppenbewegungen im Osten der Krim ausspähten. Etwa 80 Meldungen konnten an das Hauptquartier der Selbständigen Küstenarmee gesendet werden. Am 26. Februar 1944 wurde die Gruppe entdeckt und Abdenowa verhaftet. Im Gefängnis von Stary Krym wurde sie gefoltert und schikaniert, gab jedoch keine Informationen preis.
Am 5. April 1944 wurde Alime Abdenanowa in Simferopol erschossen und vermutlich in einem Massengrab verscharrt.

## Ehrungen
ALIlima Abdenanowa wurde am 1. Januar 1944 mit dem Orden Rotbannerorden ausgezeichnet. Auf Erlass von Präsident Putin wurde ihr am 1. September 2014 postum der Titel einer Heldin der Russischen Föderation verliehen. Auf Wunsch ihrer Verwandten wurden der Orden (Nr. 1027) und die Dokumente dem Zentralmuseum in Simferopol übergeben.
Denkmäler zu Ehren von Abdenanowa wurden in Lenino (bis 1957 Sem Kolodesei, ukrainisch Lenine) und im Dorf Ostanine errichtet, dort trägt die Schule ihren Namen. Der Park in Lenino, eine Straße und die Höhere Schule Nummer 44 in Simferopol sowie Straßen in Kertsch, Bachtschyssaraj, Bilohirsk und Feodossija sind nach Abdenanowa benannt.